# آناستاسیا ورامینکا
آناستاسیا ورامینکا (بلاروسی: Анастасія Уладзіміраўна Верамеенка؛ زادهٔ ۱۰ ژوئیهٔ ۱۹۸۷) بازیکن بسکتبال زن اهل بلاروس است.
وی در مسابقات کشوری و بین‌المللی در مجموع برندهٔ ۱ مدال برنز شده‌است.